# Brésil et armes de destruction massive
Dans les années 1970 et les années 1980, pendant le régime militaire, le Brésil avait un programme secret destiné à développer des armes nucléaires,,,,,,. Le programme a été démantelé en 1990, cinq ans après la fin du régime militaire et le Brésil est considéré comme exempt d'armes de destruction massive.
Le Brésil est l'un des nombreux pays (et l'un des derniers) à renier les armes nucléaires sous les termes du Traité de non-prolifération, mais possède certaines des technologies clés nécessaires pour produire des armes nucléaires,,.

## Le programme nucléaire
Dans les années 1950, le président Getúlio Vargas a encouragé le développement pour l'indépendance nationale des capacités nucléaires. Au cours des années 1970 et 1980, le Brésil et l'Argentine se sont lancés dans une compétition nucléaire. Par le biais de transferts de technologie depuis l'Allemagne de l'Ouest qui n'avait pas besoin des garanties de l'AIEA, le Brésil a poursuivi un programme secret d'armes nucléaires connu sous le nom de Programme Parallèle avec des installations d'enrichissement, comprenant de petites usines de centrifugeuses, une capacité de retraitement et un programme de missile. En 1987, le président Sarney a annoncé que le Brésil a enrichi de l'uranium à 20 %.
En 1990, le président Fernando Collor de Mello a symboliquement fermé le site d'essai de Cachimbo dans l'État du Pará et révélé le plan secret de l'armée pour développer une arme nucléaire. Le Congrès national du Brésil a ouvert une enquête sur le Programme Parallèle. Les membres du Congrès ont visité de nombreuses installations, y compris l'Institut d'études avancées (IEAv) à São José dos Campos. Ils ont également interrogé les principaux acteurs du programme nucléaire, comme l'ancien président João Figueiredo ; le général Danilo Venturini, retraité de l'armée, ainsi que l'ancien chef du Conseil national de la défense sous Figueiredo. L'enquête du Congrès a révélé l'existence de comptes bancaires secrets (nom de code Delta) gérés par la Commission nationale de l'énergie nucléaire et utilisés pour le financement du programme. Le rapport du Congrès a aussi révélé que l'institut IEAv avait conçu deux engins atomiques d'une puissance de vingt à trente kilotonnes pour l'un et de douze kilotonnes pour l'autre ; mais aussi que le régime militaire du Brésil avait secrètement exporté vers l'Irak, 16 à 24 tonnes de dioxyde d'uranium au début des années quatre-vingt,,.
Le 13 décembre 1991, le Brésil et l'Argentine ont renoncé à leur rivalité nucléaire en signant l'accord quadripartite au siège de l'AIEA, fondant ainsi l'Agence brésilo–argentine de comptabilité et de contrôle des matières nucléaires et permettant que soient appliqué les garanties intégrales de l'AIEA sur les installations nucléaires argentines et brésiliennes.
Le Brésil a officiellement ouvert l'usine d'enrichissement de Resende en mai 2006. Le développement de la technologie d'enrichissement et l'usine elle-même impliquait d'importantes discussions avec l'AIEA et ses nations constituantes. Une dispute a émergé sur la question à savoir si les inspecteurs de l'AIEA seraient autorisés à inspecter les machines elles-mêmes. Le gouvernement brésilien n'a pas permis l'inspection des salles des centrifugeuses en cascade, en faisant valoir que cela révélerait des secrets technologiques (probablement lié à l'utilisation d'un palier inférieur magnétique à la place du palier mécanique habituel). Les autorités brésiliennes ont déclaré que puisque le Brésil ne fait pas partie d'un « axe du mal », la pression pour un accès complet à l'inspection - même dans les universités - pourrait être interprétée comme une tentative de piratage de secrets industriels. Ils ont également affirmé que leur technologie est meilleure que celle des États-Unis et de la France, principalement parce que l'axe centrifuge n'est pas mécanique mais électromagnétique. Finalement, après de longues négociations, un accord fût conclu : bien que l'AIEA ne pourrait pas inspecter directement les centrifugeuses, ses inspecteurs pourront analyser la composition de leurs gaz entrant et sortant. Colin Powell, alors secrétaire d'État des États-Unis  a déclaré en 2004 être certain que le Brésil n'avait pas l'intention de développer des armes nucléaires.

## La capacité technologique
Il est probable que le Brésil a conservé la capacité et le savoir-faire technologique pour produire une arme nucléaire aboutie,. Les experts du Laboratoire national de Los Alamos étaient arrivés à la conclusion qu'au regard de ses précédentes activités nucléaires, le Brésil serait dans la position de produire une arme nucléaire d'ici à trois ans et s'il décidait de poursuivre son projet d'armement nucléaire, les centrifugeuses de l'usine d'enrichissement de Resende pourraient être reconfigurées afin de produire de l'uranium hautement enrichi pour des armes nucléaires. Même une petite usine d'enrichissement comme Resende pourrait produire plusieurs armes nucléaires par an dans le cas où le Brésil serait prêt à le faire ouvertement,,.
La Marine brésilienne est en train de développer une flotte de sous-marins nucléaires et en 2007, a autorisé la construction d'un prototype de sous-marin à propulsion nucléaire. En 2008, la France a accepté le transfert de technologie au Brésil pour le développement conjoint de la coque du sous-marin nucléaire,.

## Installations

### Centre expérimental d'Aramar
23° 23′ 49″ S, 47° 36′ 04″ O
Le centre expérimental d'Aramar (pt) situé à Iperó dans l'État de São Paulo, a été inauguré en 1988 en tant que première usine exclusivement consacrée à l'enrichissement de l'uranium au Brésil. L'établissement est géré par la Commission nationale de l'énergie nucléaire (pt) et la Marine brésilienne. En plus de l'usine d'enrichissement par centrifugation, l'établissement abrite aussi un laboratoire d'enrichissement isotopique et plusieurs Pequenas Centrais Nucleares (PCN) (« petites centrales nucléaires »). Les laboratoires d'enrichissement sont soumis au contrôle de la sécurité nationale et des inspections sont menées par la Commission Sécurité du CNEN.

### Site d'essai de Cachimbo
9° 18′ 17″ S, 54° 56′ 47″ O

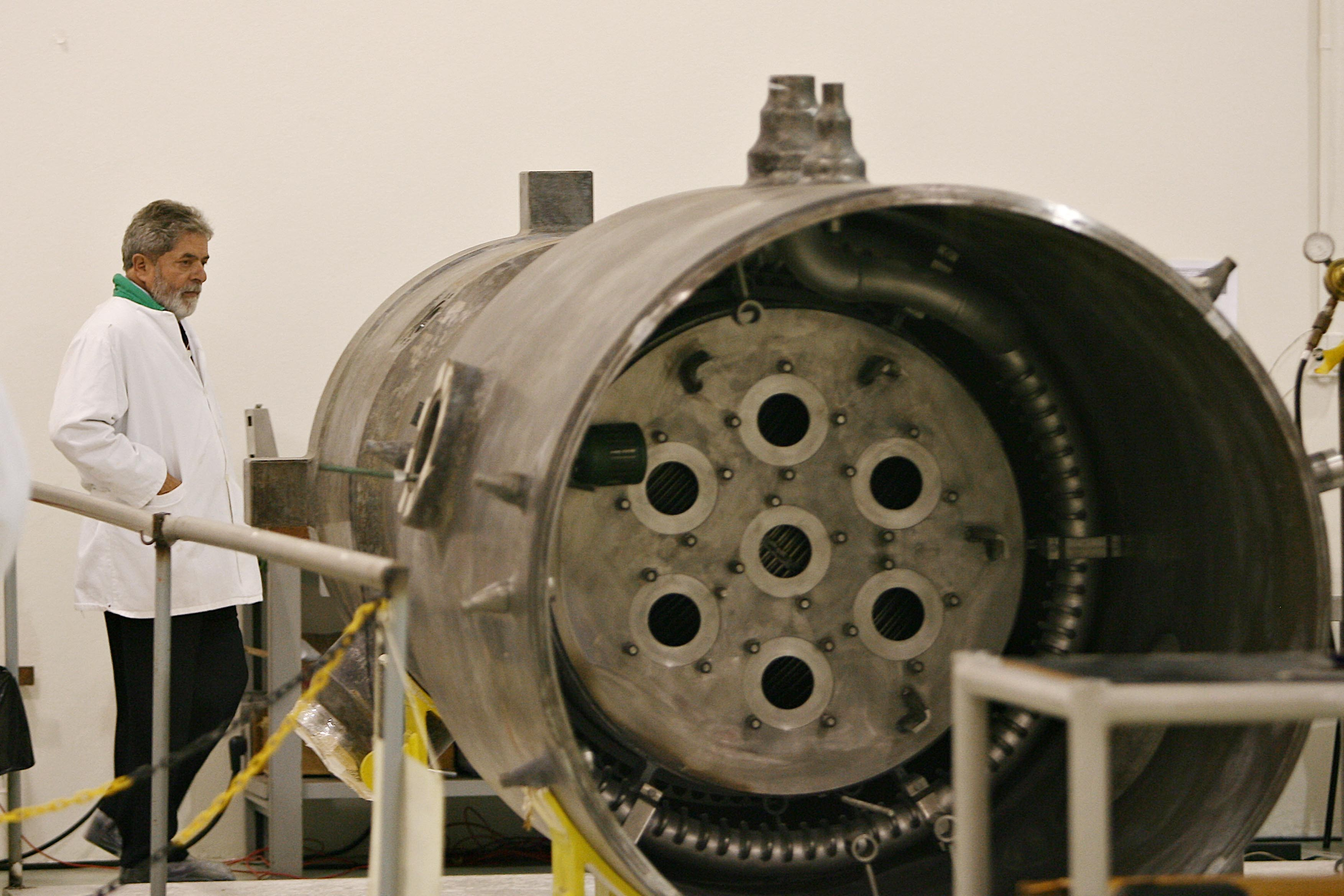
Le président Lula da Silva inspectant les installations de recherche sur la propulsion nucléaire de la Marine brésilienne en juillet 2007. Cette installation produit de l'hexafluorure d'uranium gazeux pour l'enrichissement de l'uranium.

Le site d'essai de Cachimbo, officiellement nommé Site d'essai Brigadeiro Velloso (pt), est situé dans l'État du Pará et couvre 45 000 km2, une superficie plus grande que les Pays-Bas. C'est dans ce terrain militaire qu'une cavité de 320 m de profondeur dans la chaîne des montagnes de Cachimbo a été percée pour servir de site d'essais nucléaire. L'existence du puits est de notoriété publique depuis 1986 et aurait été abandonné en septembre 1990 lorsque le Président Fernando Collor de Mello l'a symboliquement scellé à l'aide d'une petite pelle.

### Centre technologique de l'Armée (Guaratiba)
23° 00′ 45″ S, 43° 33′ 50″ O
Le Centre technologique de l'armée situé à Guaratiba dans l'État de Rio de Janeiro abrite les installations du réacteur produisant du plutonium, connu en tant que Projet Atlantique et géré par l'Institut des projets spéciaux de l'Armée brésilienne. Des rapports indiquent que le réacteur graphite-gaz serait capable de produire du plutonium pour les bombes atomiques.

### Département de science et technologie aérospatiale (São José dos Campos)
23° 12′ 44″ S, 45° 52′ 30″ O
Le Département de science et technologie aérospatiale (pt) est une installation de recherche située à São José dos Campos dans l'État de São Paulo, où est aussi conduite la recherche nucléaire.

### Usine de combustible nucléaire de Resende (Engenheiro Passos)
22° 30′ 14″ S, 44° 38′ 46″ O
L'usine de combustible nucléaire de Resende (pt) est une installation nucléaire d'enrichissement de l'uranium située à Resende dans l'État de Rio de Janeiro. L'usine est gérée par Industries nucléaires du brésil (pt) et par la marine brésilienne. À ses débuts, l'usine produit assez d'uranium enrichi pour cinq à six têtes nucléaires à implosion et probablement une soixantaine en 2014,.

## Législation et conventions
La Constitution de 1988 du Brésil dispose - en son Article 21 ; XXIII, a - que « toute activité nucléaire sur le territoire national ne peut être admise qu'à des fins pacifiques et sous réserve de l'approbation du Congrès national. ».
Le Brésil a ratifié le Protocole de Genève le 28 août 1970, la Convention sur l'interdiction des armes biologiques le 27 février 1973, la Convention sur l'interdiction des armes chimiques le 13 mars 1996 et adhéré au Traité sur la non-prolifération des armes nucléaires le 18 septembre 1998.
Le Brésil a signé le Traité de Tlatelolco en 1967, ce qui en fait une zone exempte d'armes nucléaires.
Le Brésil est également un participant actif de l'Agence internationale de l'énergie atomique et du Groupe des fournisseurs nucléaires, des agences multinationales soucieuses de réduire la prolifération nucléaire par le contrôle de l'exportation et de la réexportation de matériaux pouvant être impliqués dans le développement de l'arme nucléaire.